# Зої Клозюр
Зої Клозюр (фр. Zoé Clauzure; нар. 12 лютого 2010, Монруж, Франція) — французька дитина-співачка. Відома завдяки перемозі на дитячому пісенному конкурсі Євробачення 2023 з піснею «Cœur», представляючи Францію. Раніше, у 2020 році, вона дійшла до півфіналу сьомого сезону французької версії The Voice Kids.

## Біографія

### Рання кар'єра
Першим досягненням юної співачки стала участь у сьомому сезоні The Voice Kids France  у 2019 році (шоу транслювалося в 2020 році). На сліпих прослуховуваннях вона заспівала «Homeless» Марини Кей. З чотирьох суддів лише Сопрано повернувся до неї і взяв її в свою команду, довівши співчку аж до півфіналу. «У вас є харизма Ванесси Параді, ви вже зірка», — сказав він, обираючи Зої для півфіналу, де вона співала пісню «Je sais pas» Селін Діон, однак не була обрана репером для проходження вперед.
У листопаді 2020 вона випустила сингл під назвою «Ma Place», текст для якого написала разом з Бернардом Клапотом.
У жовтні 2021 року вона випустила альбом Les Fables de La Fontaine en chansons (що перекладається як «Байки Лафонтена у формі пісні») у складі співочої групи We Are World Citizens, що складається з учасників минулих сезонів The Voice Kids.
У 2022 році вона випустила сольний сингл під назвою «Dans les nuages». Сингл і супровідне музичне відео були призом за перемогу в Billieblush Academy, співочому конкурсі для дівчат віком до 13 років, організованому маркою одягу Billieblush.

### Дитячий пісенний конкурс Євробачення 2023
27 вересня 2023 року телекомпанія France Télévisions оголосила, що обрала Зої з піснею «Cœur» як представників Франції на дитячому Євробаченні 2023, яке відбулося 26 листопада в Ніцці, Франція. Того ж дня пісня була випущена як сингл.
В пісні розповідається про шкільне цькування. У тексті пісні слухачів заохочують «рухатися вперед до перемоги, навіть якщо є люди, які хочуть побачити вашу невдачу».
26 листопада Зої виграла дитяче Євробачення, набравши 228 балів, випередивши на 27 балів Іспанію, яка посіла друге місце, і на 48 балів випередивши Вірменію, яка посіла третє місце. Це була друга поспіль і третя загальна перемога Франції на конкурсі.

## Дискографія

### Спільні альбоми
| Назва                                                                       | Деталі |
| --------------------------------------------------------------------------- | --- |
| Les Fables de La Fontaine en chansons(у складі гурту We Are World Citizens) | - Вийшов: 29 жовтня 2021 - Лейбл: Joyvox / Sony Music Entm't France - Формат: CD, Онлайн, прослуховування в інтернеті |
| Elles chantent Dorothée(як Zoé разом Хлоєю та Майєю)                        | - Вийшов: 1 липня 2022 - Лейбл: Mediawan / Universal Music France - Формат: CD, Онлайн, прослуховування в інтернеті   |

### Сингли
| Назва                                                           | Рік  |
| --------------------------------------------------------------- | ---- |
| «Ma Place» (з Бернардом Клапотом)                               | 2020 |
| «Hey vous les grands» (як Zoé, з Timéo та feat. Les Frimousses) | 2021 |
| «Dans les nuages» (як Zoé)                                      | 2022 |
| «Cœur»                                                          | 2023 |